# Friedrich Hildebrandt
Friedrich (Karl Heinrich August) Hildebrandt (ur. 19 września 1898 w Kiekindemark; zm. 1 kwietnia 1948 w Landsberg am Lech) – polityk nazistowski, zbrodniarz wojenny.

## Życiorys
Syn Friedricha Johanna Theodora Hildebrandta urodzonego w 1871 roku i jego żony Berthy z domu Harbrecht. Od 1905 do 1913 roku uczeń szkoły podstawowej w Benzin. Z zawodu robotnik rolny, pracujący w gospodarstwie. Uczestnik walk na frontach I wojny światowej. Trzykrotnie ranny. Od 1 lutego 1925 roku członek NSDAP, numer partyjny 3.653. W latach 1925–1945 (z przerwą 1930–1931) gauleiter Meklemburgii i Lubeki, od 1930 do 1945 poseł do Reichstagu, od 26 maja 1933 komisarz Rzeszy na Meklemburgię i (do 1 kwietnia 1937) Lubekę. Od 1942 roku SS-Obergruppenführer, zbrodniarz wojenny.
19 października 1923 roku poślubił Elise Christine Krüger (1900–1986), członkinię NSDAP od 16 grudnia 1925 roku, numer partyjny 25.806. Para miała pięcioro dzieci.
W związku z udziałem w zabójstwie strąconych nad terytorium Rzeszy lotników alianckich, w lutym 1947 stanął przed amerykańskim sądem wojskowym w Dachau i został skazany na karę śmierci. Wyrok wykonano w więzieniu w Landsbergu.

## Literatura
- Joachim Lilla: Statisten in Uniform. Die Mitglieder des Reichstags 1933–1945. Droste Verlag, Düsseldorf 2004, ISBN 3-7700-5254-4.
- Michael Buddrus: Mecklenburg im Zweiten Weltkrieg. Die Tagungen des Gauleiters Friedrich Hildebrandt mit den NS-Führungsgremien des Gaues Mecklenburg 1939–1945. Eine Edition der Sitzungsprotokolle. Edition Temmen, Bremen 2009, ISBN 978-3-8378-4000-1.
- Michael Buddrus, Sigrid Fritzlar: Landesregierungen und Minister in Mecklenburg 1871–1952. Ein biographisches Lexikon. Edition Temmen, Bremen 2012, ISBN 978-3-8378-4044-5.
- Beate Behrens: Mit Hitler zur Macht. Aufstieg des Nationalsozialismus in Mecklenburg und Lübeck 1922–1933. Neuer Hochulschriftenverlag, Rostock 1998, ISBN 978-3-9295-4452-7.